# Neumorfismo

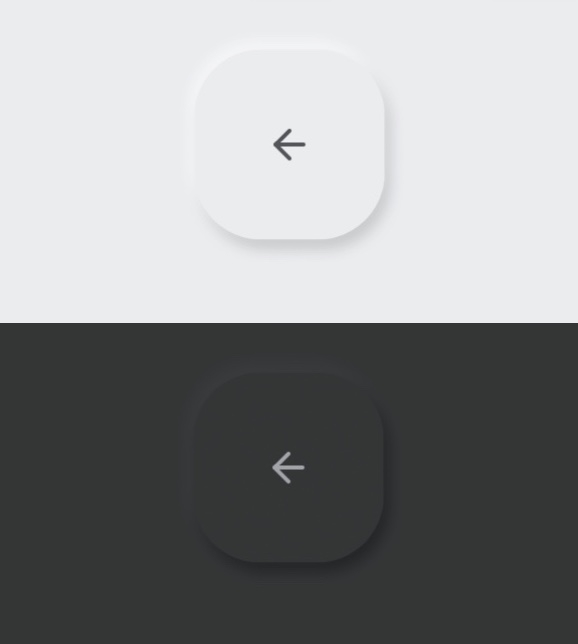
Muestra de botón en diseño de neumorfismo sobre fondo claro y oscuro.

El neumorfismo es un estilo de diseño utilizado en interfaces gráficas de usuario. Se suele identificar por una apariencia suave y liviana (por lo que a veces se la conoce como interfaz de usuario suave) con elementos que parecen sobresalir del fondo o hundirse en él, en lugar de flotar sobre él. A veces se lo considera un término medio entre el esqueumorfismo y el diseño plano.

## Historia
El término neumorfismo fue acuñado por Jason Kelly como un acrónimo de neo y esqueumorfismo, enfatizando su papel como un semi-renacimiento del esqueumorfismo. Muchos conceptos de diseño neumórfico se remontan a Alexander Plyuto, quien creó una maqueta para una aplicación bancaria que mostraba varios elementos de diseño neumórfico. Lo publicó en el sitio web Dribbble, donde rápidamente alcanzó las 3000 visitas.
El 12 de noviembre de 2020, Apple lanzó macOS Big Sur. La actualización incluía diseños gráficos que destacaban el neumorfismo, como los íconos de las aplicaciones y el uso de translucidez.

## Características y propósito
El neumorfismo es una forma de minimalismo caracterizada por un aspecto suave y ligero, que suele utilizar colores pastel con poco contraste. Los elementos suelen ser del mismo color que el fondo y sólo se distinguen por las sombras y las luces que rodean el elemento. Esto da a los elementos la apariencia de que "sobresalen" del fondo, o que están abollados en él.
A los diseñadores les puede gustar el aspecto del neumorfismo porque ofrece un término medio entre el esqueumorfismo y el diseño plano. Específicamente, su objetivo es parecer plausiblemente realista, sin dejar de lucir limpio y adherido al minimalismo.

## Críticas
El neumorfismo ha recibido muchas críticas, sobre todo por su falta de accesibilidad, dificultad de implementación,bajo contraste, e incompatibilidad con determinadas marcas.